# 雷吉·怀特
雷吉·怀特（英語：Reg White，1935年10月28日—2010年5月27日），英国前男子帆船运动员。他曾代表英国参加1976年夏季奥林匹克运动会帆船比赛，联同约翰·奥斯本获得一枚金牌。